# 4-й штурмовой авиационный корпус
 4-й штурмовой авиационный корпус (4-й шак) — соединение Военно-Воздушных сил (ВВС) Вооруженных Сил РККА, принимавшее участие в боевых действиях Великой Отечественной войны.

## Наименования корпуса

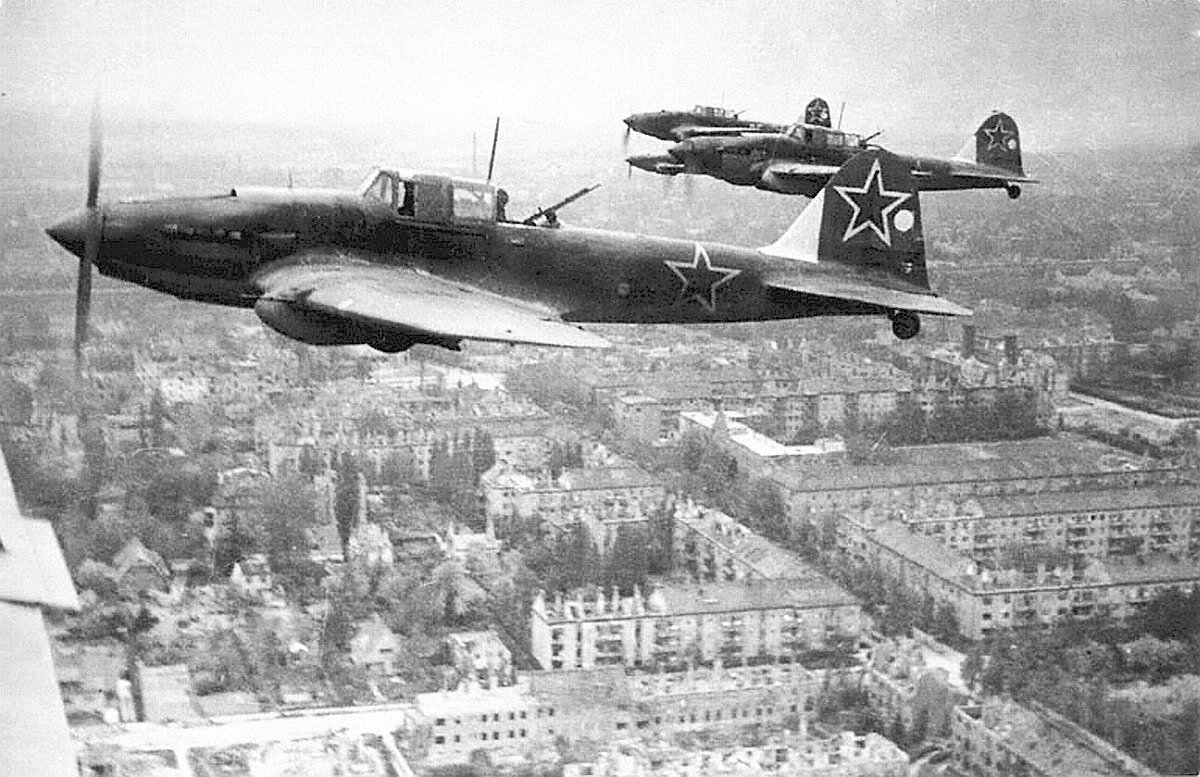
Ил-2 в небе Берлина

- 4-й штурмовой авиационный корпус
- Полевая почта 54861

## Создание корпуса
Сформирован 01 января 1944 года на основании Приказа НКО СССР в составе ВВС Московского военного округа.

## Расформирование корпуса
4-й штурмовой авиационный корпус расформирован в апреле 1947 года.

## В действующей армии
- С 22 июня 1944 года по 7 сентября 1944 года, всего 78 дней[2]
- С 12 ноября 1944 года по 9 мая 1945 года, всего 179 дней[2]

Итого: 257 дней

## В составе объединений
| Объединение                                       | Период                  |
| ------------------------------------------------- | ----------------------- |
| Военно-Воздушные Силы Московского Военного Округа | 01.1944 —02.1944        |
| авиация Резерва Ставки ВГК                        | 02.1944 — 22.06.1944    |
| 16-я воздушная армия 1-го Белорусского фронта     | 22.06.1944 — 08.1944    |
| 4-я воздушная армия 2-го Белорусского Фронта      | 03.08.1944 — 07.09.1944 |
| авиация Резерва Ставки ВГК                        | 07.09.1944 −12.11.1944  |
| 4-я воздушная армия 2-го Белорусского Фронта      | 12.11.1944 — 29.05.1945 |
| 4-я воздушная армия Северная группа войск         | 29.05.1945 — 01.04.1947 |

## Соединения и части корпуса
- 196-я штурмовая авиационная  Жлобинская Краснознамённая дивизия (до 1 апреля 1946 года, расформирована)
  - 289-й штурмовой авиационный Краснознамённый полк
  - 657-й штурмовой авиационный Гдынский ордена Суворова полк
  - 946-й штурмовой авиационный Брестский полк 
 (189-й гвардейский штурмовой авиационный Брестский ордена Суворова полк)
- 199-я штурмовая авиационная Слонимская Краснознамённая дивизия (с июля 1944 г. до декабря 1945 года, выведена в состав 11-й воздушной армии и 1 апреля 1946 года расформирована)
  - 136-й штурмовой авиационный Новогеоргиевский ордена Суворова полк (с июля 1944 г.)
  - 569-й штурмовой авиационный Осовецкий Краснознамённый ордена Суворова полк (с июля 1944 г.)
  - 724-й штурмовой авиационный Краснознамённый полк
  - 783-й штурмовой авиационный Танненбергский Краснознамённый полк (с июля 1944 г.)
- 233-я штурмовая авиационная Ярцевская Краснознамённая ордена Суворова  дивизия (с июня 1945 г. по август 1946 года, расформирована)
  - 62-й штурмовой авиационный Гродненский ордена Суворова полк
  - 198-й штурмовой авиационный Волковысский Краснознамённый полк
  - 312-й штурмовой авиационный Белостокский Краснознамённый ордена Суворова полк
- 230-я штурмовая авиационная Кубанская Краснознамённая ордена Суворова  дивизия (с декабря 1945 г. по февраль 1947 года, после расформирования корпуса перешла в подчинение 4-й ВА)
  - 7-й гвардейский штурмовой авиационный Севастопольский ордена Ленина Краснознамённый полк
  - 43-й гвардейский штурмовой авиационный Волковысский Краснознамённый полк
  - 103-й штурмовой авиационный Гродненский Краснознамённый ордена Суворова полк
- 332-я штурмовая авиационная Витебская Краснознамённая дивизия (с июня 1945 г. по апрель 1946 года, расформирована)
  - 593-й штурмовой авиационный Новогеоргиевский Краснознамённый полк
  - 594-й штурмовой авиационный Гдынский ордена Суворова полк
  - 811-й штурмовой авиационный Витебский ордена Суворова полк
- 456-я отдельная авиационная эскадрилья связи
- 210-я отдельная рота связи
- 288-я отдельная рота связи
- 38-й отдельный взвод аэрофотослужбы
- 2682 военно-почтовая станция

## Командование корпуса
- Герой Советского Союза генерал-лейтенант авиации (до 19 августа 1944 года — генерал-майор авиации) Байдуков Георгий Филиппович, период нахождения в должности: с 1 января 1944 года по октябрь 1945 года.
- генерал-лейтенант авиации (до 01.03.1946 г. — генерал-майор авиации) Агальцов Филипп Александрович[4], период нахождения в должности: с декабря 1945 года по февраль 1947 года.
- полковник Дземешкевич Адам Станиславович с марта по июнь 1947 года
- генерал-майор авиации Коломейцев Леонид Викторович[5], с июня 1947 года по апрель 1948 года

### Штаб корпуса
- начальник штаба — полковник Бенюк
- начальник оперативного отдела — подполковник Ячменников
- заместитель командира по политчасти — генерал-майор Бакин
- начальник политотдела корпуса — подполковник Яльцев
- начальник связи авиакорпуса — майор Зайцев Н. И.
- командир 210-й корпусной отдельной роты связи старший лейтенант Семенов

### Базирование штаба корпуса
Штаб авиакорпуса располагался в г. Брянске. Ввиду отсутствия водоснабжения и электричества, командир принял решение перебазировать штаб корпуса в деревню Тимоновка.
Авиадивизии корпуса располагались:
- 196-я штурмовая авиационная дивизия (командир — подполковник Грищенков) районе г. Карачева,
- 199-я штурмовая авиационная дивизия (командир — полковник Виноградов) в районе г. Бежица.

В мае 1945 года штаб корпуса располагался в Рехлин (Германия), после 29 мая 1945 года передислоцировался в Польшу.

## Участие в операциях и битвах
- Белорусская операция «Багратион»[6] с 23 июня 1944 года по 29 августа 1944 года
- Бобруйская операция[6] с 24 июня 1944 года по 29 июня 1944 года
- Минская операция с 29 июня 1944 года по 4 июля 1944 года
- Барановичская операция[6] с 5 июля 1944 года по 16 июля 1944 года
- Люблин-Брестская операция с 18 июля 1944 года по 2 августа 1944 года
- Осовецкая операция[6] с 6 августа 1944 года по 14 августа 1944 года
- Восточно-Прусская операция с 13 января 1945 года по 25 апреля 1945 года
- Млавско-Эльбингская операция с 14 января 1945 года по 26 января 1945 года
- Восточно-Померанская операция[6] с 10 февраля 1945 года по 4 апреля 1945 года
- Кенигсбергская операция с 6 апреля 1944 года по 9 апреля 1945 года
- Берлинская операция с 16 апреля 1945 года по 8 мая 1945 года

## Почётные наименования
- 196-й штурмовой авиационной дивизии за успешное выполнение заданий командования при овладении городом Жлобин присвоено почётное наименование «Жлобинская»[7]
- 199-й штурмовой авиационной дивизии за умелые и эффективные действия при освобождении города Слоним Приказом НКО на основании Приказа ВГК № 120 от 26 июня 1944 года присвоено почётное наименование «Слонимская»[8].
- 136-му штурмовому авиационному полку Приказом НКО на основании Приказа ВГК № 226 от 18 января 1945 года за отличие в боях при овладении городом и крепостью Модлин (Новогеоргиевск) — важными узлами коммуникаций и опорными пунктами обороны немцев, а также при занятии с боями более 1000 других населенных пунктов присвоено почётное наименование «Новогеоргиевский»[9].
- 569-му штурмовому авиационному полку за отличие в боях при овладении штурмом городом и крепостью Осовец — мощным укрепленным районом обороны немцев на реке Бобр, прикрывающим подступы к границам Восточной Пруссия Приказом НКО от 1 сентября 1944 года на основании Приказа ВГК № 166 от 14 августа 1944 года присвоено почётное наименование «Осовецкий»[10].
- 657-му штурмовому авиационному полку присвоено почётное наименование «Гдыньский»[11]
- 783-му штурмовому авиационному полку за отличие в боях при вторжении в Восточную Пруссию и за овладение городами Найденбург, Танненберг, Едвабно и Аллендорф — важными опорными пунктами обороны немцев Приказом НКО на основании Приказа ВГК № 239 от 21 января 1945 года присвоено почётное наименование «Танненбергский»[12].
- 946-му штурмовому авиационному полку присвоено почётное наименование «Брестский»[13]

## Награды
- 196-я штурмовая авиационная Жлобинская дивизия за образцовое выполнение заданий командования в боях с немецкими захватчиками при вторжении в южные районы Восточной Пруссии и проявленные при этом доблесть и мужество Указом Президиума Верховного Совета СССР от 19 февраля 1945 года награждена орденом «Красного Знамени»[14].
- 199-я штурмовая авиационная Слонимская дивизия за образцовое выполнение заданий командования в боях с немецкими захватчиками, за овладение городом Брест и проявленные при этом доблесть и мужество Указом Президиума Верховного Совета СССР от 10 августа 1944 года награждена орденом «Красного Знамени»[15].
- 136-й штурмовой авиационный Новогеоргиевский полк за образцовое выполнение заданий командования в боях с немецкими захватчиками при овладении городами Штеттин, Гартц, Пенкун, Казеков, Шведт и проявленные при этом доблесть и мужество Указом Президиума Верховного Совета СССР от 4 июня 1945 года награждён орденом «Суворова III степени»[14].
- 289-й штурмовой авиационный полк за образцовое выполнение заданий командования в боях с немецкими захватчиками при овладении городом Кёзлин и проявленные при этом доблесть и мужество Указом Президиума Верховного Совета СССР от 5 апреля 1945 года награждён орденом Красного Знамени[14].
- 569-й штурмовой авиационный Осовецкий полк за образцовое выполнение боевых заданий командования в боях с немецкими захватчиками при овладении городами Остероде, Дойтш-Айлау и проявленные при этом доблесть и мужество Указом Президиума Верховного Совета СССР от 5 апреля 1945 года награждён орденом «Красного Знамени»[14].
- 569-й штурмовой авиационный Осовецкий Краснознамённый полк за образцовое выполнение заданий командования в боях с немецкими захватчиками при овладении осторовом Рюген и проявленные при этом доблесть и мужество Указом Президиума Верховного Совета СССР от 4 июня 1945 года награждён орденом «Суворова III степени»[14].
- 657-й штурмовой авиационный Гдыньский полк за образцовое выполнение заданий командования в боях с немецкими захватчиками при овладении городами Штеттин, Гартц, Пенкун, Казеков, Шведт и проявленные при этом доблесть и мужество Указом Президиума Верховного Совета СССР от 4 июня 1945 года награждён орденом «Суворова III степени»[14].
- 724-й штурмовой авиационный полк Указом Президиума Верховного Совета СССР от 2 августа 1944 года за образцовое выполнение боевых заданий командования на фронте борьбы с немецкими захватчиками и проявленные при этом доблесть и мужество награждён орденом Красного Знамени[16][17].
- 783-й штурмовой авиационный Танненбергский полк за образцовое выполнение заданий командования в боях с немецкими захватчиками при овладении городом Кёзлин и проявленные при этом доблесть и мужество Указом Президиума Верховного Совета СССР от 5 апреля 1945 года награждён орденом «Красного Знамени»[14].
- 946-й штурмовой авиационный полк Указом Президиума Верховного Совета СССР награждён орденом «Суворова III степени»

## Присвоение гвардейских званий
- 946-й Брестский штурмовой авиационный полк переименован в 189-й гвардейский Брестский штурмовой авиационный полк[18]

## Благодарности Верховного Главнокомандующего
Воинам дивизии Верховным Главнокомандующим объявлены благодарности:
- За прорыв обороны немцев на бобруйском направлении, юго-западнее города Жлобин и севернее города Рогачев[19]
- За отличие в боях при овладении городом и крупной железнодорожной станцией Бобруйск — важным узлом коммуникаций и мощным опорным пунктом обороны немцев, прикрывающим направления на Минск и Барановичи[20].
- За отличие в боях при овладении штурмом городом и крепостью Осовец — мощным укрепленным районом обороны немцев на реке Бобр, прикрывающим подступы к границам Восточной Пруссия[21].
- За отличие в боях при вторжении в Восточную Пруссию и за овладение городами Найденбург, Танненберг, Едвабно и Аллендорф — важными опорными пунктами обороны немцев[22].
- За отличие в боях при овладении городами городами Восточной Пруссии Остероде и Дойч-Эйлау — важными узлами коммуникаций и сильными опорными пунктами обороны немцев[23].
- За отличие в боях при овладении городами Руммельсбург и Поллнов — важными узлами коммуникаций и сильными опорными пунктами обороны немцев в Померании[24].
- За отличие в боях при выходе на побережье Балтийского моря и при овладении городом Кёзлин — важным узлом коммуникаций и мощным опорным пунктом обороны немцев на путях из Данцига в Штеттин, раасчение войск противника в Восточной Померании от его войск в Западной Померании[25].
- За отличие в боях при овладении городами Бытув (Бютов) и Косьцежина (Берент) — важными узлами железных и шоссейных дорог и сильными опорными пунктами обороны немцев на путях к Данцигу[26].
- За отличие в боях при овладении городом Штольп — важным узлом железных и шоссейных дорог и мощным опорным пунктом обороны немцев в Северной Померании[27].
- За отличие в боях при овладении городом и военно-морской базой Гдыня — важной военно-морской базой и крупным портом на Балтийском море[28].
- За отличие в боях при овладении городом и крепостью Гданьск (Данциг) — важнейшим портом и первоклассной военно-морской базой немцев на Балтийском море[29].
- За отличие в боях при овладении главным городом Померании и крупным морским портом Штеттин, а также занятии городов Гартц, Пенкун, Казеков, Шведт[30].
- За отличие в боях при овладении городами Эггезин, Торгелов, Пазевальк, Штрасбург, Темплин- важными опорными пунктами обороны немцев в Западной Померании[31].
- За отличие в боях при овладении городами Грайфсвальд, Трептов, Нойштрелитц, Фюрстенберг, Гранзее — важными узлами дорог в северо-западной части Померании и в Мекленбурге[32].
- За отличие в боях при овладении городами Штральзунд, Гриммен, Деммин, Мальхин, Варен, Везенберг — важными узлами дорог и сильными опорными пунктами обороны немцев[33].
- За отличие в боях при овладении городами Барт, Бад-Доберан, Нойбуков, Барин, Виттенберге и соединении 3 мая с союзными английскими войсками на линии Висмар, Виттенберге[34].
- За отличие в боях при овладении портом и военно-морской базой Свинемюнде — крупным портом и военно-морской базой немцев на Балтийском море[35].
- За отличие в боях при форсировании пролива Штральзундерфарвассер и овладении островом Рюген[36].

## Боевой путь корпуса
Корпус начал боевую деятельность с 22 июня 1944 года в составе 16-й воздушной армии. При проведении Бобруйской наступательной операции с 24 июня 1944 года содействовал 3-й и 48-й армиям в наступлении у Рогачёва. За отличия в боях за Бобруйск — мощный опорный пункт обороны немцев 29 июня 1944 года летчикам корпуса приказом Верховного Главнокомандующего была объявлена благодарность
В период с 1 по 4 июля 1944 года корпус под прикрытием 286-й истребительной авиадивизии продолжал действовать в интересах 3-й и 48-й армий по боевым порядкам и артиллерии противника северо-восточнее Осиповичей, по скоплениям войск в районе Смиловичей и на дороге Березино — Червень, одновременно оказывая поддержку 1-му гвардейскому и 9-му танковым корпусам. В период с 5 по 10 июля 1944 года, содействуя войскам в разгроме барановичской группировки противника, небольшими группами под прикрытием истребителей уничтожал артиллерию, автотранспорт, живую силу и технику в районе Полонечка, Ляховиче, Бытень, Слоним, железнодорожные эшелоны на станциях Мацеюв, Лесьна, разрушал переправы через реку Мышанка западнее Барановичей.
5 июля 1944 года корпус в составе 196-й и 199-й штурмовых авиадивизий из резерва Ставки ВГК передаётся в 16-ю воздушную армию 3 июля 1944 года части корпуса в составе 16-й воздушной армии принимают участие в Белорусской наступательной операции 1-го Белорусского фронта, оказывают авиационную поддержку бригадам 1-го гвардейского танкового корпуса, который вводился в прорыв 1-го Белорусского фронта в районе Кнышевичей.
С 27.7.1944 г. корпус ведёт сражения по уничтожению вражеских частей в котле под Бобруйском, прикрывает с воздуха танкистов, идущих на Осиновичи и Марьину Горку, на Слуцк. В конце июля части корпуса оказывают помощь наземным войскам в уничтожении войск противника, отступающих по шоссе Могилёв-Минск в полосе 2-го Белорусского фронта. 29 июля — наносит удары по врагу в районе переправ через Березину. 3.8.1944 г. лётчики корпуса поддерживают части 1-го гвардейского танкового корпуса, который вступает в Минск. С 5 июля дивизии корпуса ведут воздушную поддержку частям 1-го, 2-го и 3-го Белорусского фронтов, приступивших к ликвидации окружённой в районе Минска вражеской группировки. В дальнейшем содействуют армиям 1-го Белорусского в нанесении главного удара на Брест, в овладении городов Барановичи, Лунинец. 6-7 июля авиачасти непрерывно наращивают удары по отступающему противнику, благодаря чему стрелковые части успешно форсируют реку Шара и 16 июля вышли на рубеж городов Свислочь, Пружаны. С 18.7.1944 г. части корпуса сражаются на Ковельском направлении (Ковельская операция), поддерживают ввод в прорыв 2-й гв. ТА, подавляют средства противотанковой обороны противника, громят резервы немцев. Мощные удары с воздуха способствовали успеху Брестско-Люблинской операции. 20.7.1944 г. передовые части 1-го Белорусского фронта форсировали Западный Буг и вступили на территорию Польши. С ходу овладев Люблином, советские части вышли к Висле. Также авиачасти поддерживают выходи 28-й армии к Западному Бугу севернее Бреста. Противник отчаянно сопротивляется, но уже 28 июля город-крепость освобождён. С 6 августа части корпуса выполняют задачи по недопущению действий бомбардировщиков врага по советским войскам в районе Варка, Новая Воля, Михалув, Магнушев, реки Висла, защищают переправы. 15 августа — атакуют наземные силы немцев, занявшие оборону на окраинах Минска-Мазовецкого.
С 1 сентября по 1 октября 1944 г. части корпуса снабжают продовольствием и боеприпасами восставших против фашистов патриотов в Варшаве. В октябре 1944 г. части корпуса отводятся в резерв для пополнения на аэродромы в район Бреста.
С 14.1.1945 г. участвуя в Висло-Одерской операции, части корпуса прикрывают магнушевский плацдарм. Прикрывая наступающие наземные советские части, корпус громит скопления живой силы и техники противника в крупных опорных пунктах Рава-Мазовецкое, Оджувод, Джевица, Студзянка, Бжуза, Опочно, Иновлудзь, на ж/д станциях Шиманов, Жирардув, Опочно, Ольшевина, на аэродромах Бзустов и Домброва в районе Томашува. 20.1.1945 г. авиачасти помогают своим наземным войскам форсировать реку Варта, закрепиться на её западном берегу. С 27 января лётчики корпуса в составе 16-й ВА включаются в борьбу с окружённой группировкой врага в Познани (Варшавско-Лодзинско-Познанская операция). За 18 дней наши войска совершили 500-километровый прыжок от Вислы до Одера. С 25.2.1945 г. советские воздушные части содействуют в отражении вражеского контрнаступления на одерском плацдарме, ведут бои за Альтдамм, который был взят 20 марта 1945 г.
С 21 марта части корпуса не допускают авиацию противника к реке Одер, ведут бои по ликвидации вражеских плацдармов на восточном берегу Одера — одного у Франкфурта, другого — у крепости Китц возле Кюстрина. Конец марта — начало апреля 1945 г. — корпус ведёт разведку с воздуха в полосе наступления советских войск — около 120 км в ширину и до 90 км в глубину, включая Берлин.
С 16.4.1945 г. корпус принимает участие в Берлинской операции.

## Эпизоды

### 24.06.1944 г. Удар по наземным целям
24.06.1944 г., в первый день наступления в операции по освобождению Белоруссии, группа Ил-2 946-го шап (196-я шад, 4-й шак, 16-я ВА) во главе со ст. лейтенантом А. И. Рытовым была атакована над целью в районе Рогачева истребителями противника.

штурмовики быстро перестроились в круг и, продолжая штурмовать цель, отбивали атаки немецких истребителей. Самолет, в экипаже которого был воздушный стрелок ст. сержант М. И. Костюковский, при выходе из пикирования был атакован двумя «Фокке-вульфами». Костюковский не растерялся и, умело владея своим оружием, прицельным огнём сбил одного истребителя противника. Штурмовики отлично выполнили боевое задание и вернулись на свой аэродром без потерь.

### 27.06.1944 г. Удары по колоннам противника
В 8 часов 27.06.1944 г. командир 1-го гвардейского танкового корпуса потребовал от поддерживавших его штурмовиков разведать несколько дорог. Эта задача по радио была поставлена командиру восьмерки Ил-2 гвардии лейтенанту В. Ф. Коленникову. Вскоре он доложил: «Шоссе Бобруйск — Старые Дороги свободно. От Бобруйска на Осиповичи движется вражеская автоколонна. Приступаю к атаке». Выполнив три захода и израсходовав весь боезапас, группа штурмовиков возвратилась на аэродром. В 9 час. 50 мин. разведчик 241-й бад (3-й бак) Герой Советского Союза капитан Н. С. Мусинский сообщил по радио, что по шоссе от Ясеня на Осиповичи движется колонна численностью до 500 автомашин. Решением командира авиадивизии бомбардировщики нанесли удар по автоколонне двумя десятками у населенного пункта Косье и тремя — у Ясеня, уничтожив большое количество автомашин врага. При этом отличилась группа капитана Ф. И. Паршина. Другая автоколонна, двигавшаяся от Бортников на Титовку, подверглась атаке штурмовиков (199-й шад, 4-й шак, 16-я ВА). Первый удар пятью шестерками Ил-2 569-го шап был нанесен в 9 час.; затем тремя шестерками — в 15 час. Этими ударами по противнику, который пытался прорваться из района Титовки в Бобруйск, была оказана ощутимая поддержка 9-му танковому корпусу. В результате было уничтожено до 200 автомашин и большое количество солдат противника. Кроме того, авиация разгромила до 600 автомашин, 40 танков и 450 подвод в районе Дубовки.

### 02.07.1944 г. Удар по железнодорожным эшелонам
12.07.1944 г. пятерка Ил-2 783-го штурмового авиационного полка (199-й штурмовой авиационной дивизии 4-го штурмового авиационного корпуса), возглавляемая майором А. И. Сарычевым, нанесла бомбоштурмовой удар по железнодорожному эшелону на участке Волковыск — Андреевичи. Группа атаковала эшелон с головы состава, повредив пушечным огнём паровоз. В повторных заходах штурмовики уничтожали вагоны. После этого группа атаковала ещё три эшелона на станции Андреевичи. Последующим осмотром на месте комиссия установила, что было уничтожено 7 вагонов с боеприпасами и 16 вагонов с другим имуществом, разрушено железнодорожное полотно, поврежден железнодорожный мост и уничтожен бензосклад.